# ゴジラ キング・オブ・ザ・モンスターズ・イン・3D
『ゴジラ キング・オブ・ザ・モンスターズ・イン・3D』（Godzilla: King of the Monsters in 3D）は、1983年に製作が予定されていたアメリカ合衆国の怪獣映画。『ゴジラシリーズ』では初となるアメリカ単独の映画化企画であり、監督を務める予定だったスティーヴ・マイナーがハリウッドに売り込み、複数のスタジオから反応があったものの、製作費を確保できずに製作は中止された。

## ストーリー
アメリカの軍事衛星に隕石が衝突し、それがきっかけとなり核ミサイルが地球に向けて発射されてしまう。核ミサイルは南太平洋上で爆発し、海底で眠っていた巨大な爬虫類型生物を目覚めさせてしまう。同じころ、日本の漁船が消息を絶つ事件が発生し、発見された漁船が調査のためサンフランシスコに曳航されてくる。ジャーナリストのダナ・マーティンは漁船に潜入し、そこで三葉虫と焼けただれた生存者を発見し、彼は「ゴジラ」という言葉を残して絶命する。
マーティンは古生物学者で恐竜の専門家であるジェラルド・バリンジャーに三葉虫を見せるが、彼は三葉虫が本物かどうか疑問を抱いていた。一方、タヒチ島では巨大生物が村を襲い始め、アメリカ軍の特殊部隊が対応に乗り出していた。同時期、ピーター・ダクストン海軍大佐はメキシコ沖で沈没したソ連の原子力潜水艦の調査部隊を指揮していたが、調査部隊はダクストンの宿敵で原子力潜水艦に搭載されている2発の核弾頭を狙うソ連政府のスパイであるボリス・クルショフに監視されていた。調査を進める中で、ダクストンは原子力潜水艦が巨大生物に対して核ミサイルを発射したことを記録したビデオテープを発見し、確保した核弾頭はソ連政府との交渉のためアメリカ軍が管理することになった。
ダクストンは息子ケヴィンを連れてサンフランシスコに帰還するが、すぐに新たな任務に従事するように命令される。ダクストン父子はバリンジャーと合流してバハ・カリフォルニア半島に向かい、そこで「家のような大きさ」の爬虫類型生物の死骸を目にする。ダクストンは、この死骸がビデオテープに写っていた巨大生物と同一個体であることに気付く。バリンジャーは巨大生物を恐竜の生き残りと推測するが、軍部は彼の意見を無視して巨大生物を「他の惑星から来た生物」と判断する。巨大生物が運ばれる中、バリンジャーは日本の古代神話に登場する龍にちなみ、巨大生物を「ゴジラ」と命名する。ゴジラの死骸は研究のためエンカバデロの軍用倉庫に保管されるが、カリフォルニア沖に成体のゴジラが出現し、石油掘削用のデリックやタンカーを破壊する。
バリンジャーは他の研究者たちがゴジラの体に触れたことで放射線障害を発症した姿を見て危機感を募らせ、ゴジラの幼体が「生きた原子炉」であると結論付ける。彼は幼体の死後も海難事故が多発していることから、ゴジラの成体が迫っていると警鐘を鳴らすが、軍部に一蹴されてしまう。そんな中、ケヴィンがクルショフに誘拐され、ダクストンは「身代金の代わりに核ミサイルを渡せ」と脅迫される。ケヴィンは隙をついて逃げ出すが、同時期にゴジラがサンフランシスコ湾に出現する。アメリカ軍はゴジラに対して攻撃を開始するが歯が立たず、ゴジラは怒りに任せて街を破壊する。事態に直面したダクストン、バリンジャー、マーティンは幼体が写っていた原子力潜水艦のビデオテープを利用してゴジラを誘い込み、核ミサイルでゴジラを倒すことを計画する。ダクストンは核ミサイルを搭載したヘリコプターで離陸するが、そこにケヴィンを連れたクルショフが現れ、核ミサイルを渡すように迫ってくる。直後にヘリコプターは墜落し、ゴジラの手の中に落下したクルショフは、ゴジラの放射熱線を浴びて死んでしまう。
街を破壊するゴジラは軍用倉庫に保管されていた幼体の死骸を発見し、悲痛な咆哮を上げる。一方、バリンジャーとマーティンはアルカトラズ島に向かい、そこでビデオテープを再生してゴジラを注意を引き、ダクストンは戦闘ヘリコプターの試作機「スコーピオン78」に残った核ミサイルを搭載して離陸する。しかし、離陸する際に副操縦士が転落したため、ケヴィンが代わりに操縦を補佐することになった。ケヴィンはゴジラを殺すことに反対するが、ダクストンに言われてやむを得ず核ミサイルを発射する。核ミサイルはゴジラに命中するが、直後にケヴィンはスコーピオン78から転落する。転落したケヴィンはゴジラに助けられるが、致命傷を負っていたゴジラはその場で息絶えてしまう。死にゆくゴジラを見つめながら、ケヴィンは涙を流していた。

## 製作

### 企画
1983年、スティーヴ・マイナーは『ゴジラシリーズ』の権利を所有する東宝に接触し、「巨額の予算、A級俳優、高額を投じた特撮」によるハリウッド製作のゴジラ映画の企画を持ち込んだ。マイナーは「昔からのゴジラファン」であり、ゴジラというキャラクターをリメイクすれば「良い映画」が作れると考えていた。交渉の末、彼は東宝と共同出資で企画を進めることになった。

### 脚本
マイナーはフレッド・デッカーに脚本執筆を依頼し、数週間後に第一稿が完成した。デッカーの起用について、マイナーは後に「偶然だった」と語っている。一方、デッカーは元々ゴジラファンではなく、オリジナル版『ゴジラ』を「安っぽい映画」と感じていた。彼は企画への参加について「彼（マイナー）は安っぽい映画は作りたくなかったし、私もただの特撮やビルを破壊することには興味がありませんでした。私が最初にスティーヴに言ったのは、"この映画が単に巨大モンスターがビルを破壊するだけのものになったら、お終いだよ"ということです」と語っている。
デッカーは脚本執筆に際して東宝怪獣映画の影響を一切受けず、企画が中止されるまでの間に一度もゴジラ映画を鑑賞しなかった。彼が執筆に際して影響を受けたのはスティーヴン・スピルバーグ監督作品や『007シリーズ』であり、ゴジラが登場しなくても面白い、アーウィン・アレン監督作品のようなアクション・アドベンチャー映画を目指していた。ただし、オリジナル版へのオマージュとして、作中に登場する「ピーター・ダクストン」というキャラクターにオリジナル版で平田昭彦が演じた芹沢博士と同じように眼帯を付けている。また、オリジナル版をアメリカで再編集した『怪獣王ゴジラ』でレイモンド・バーが演じた主人公スティーブ・マーティンをイメージした「ダナ・マーティン（第一稿ではダナ・クライヤー）」というキャラクターを作っている。レイモンド・バーのカメオ出演が検討されていた他、ダクストン役とマーティン役にはそれぞれパワーズ・ブースとデミ・ムーアが検討されていた。

### 絵コンテ
絵コンテとコンセプトアートはウィリアム・スタウトが手掛け、後に彼はマイナーを説得してプロダクションデザイナーに就任した。彼はゴジラ映画の新作を製作できることに興奮し、自分たちが作るバージョンはオリジナル版よりも完成度が高いと自信を抱いていた。スタウトは数百枚の絵コンテを作成し、特撮シークエンスの80%を完成させた。その後、スタウトはマイナーを説得してダグ・ワイルディーやデイヴ・スティーヴンスなど複数のアーティストを起用して絵コンテを完成させた。誘いを受けたアーティストの中にはアレックス・トスもいたが、彼は参加を辞退している。新しくデザインしたゴジラについて、スタウトは「クラシック・ゴジラとティラノサウルスを混ぜたようなデザインにした」と語っている。

### 特撮
センチュリー・シティで『怪獣王ゴジラ』の日本語字幕付き上映会が開催されたことで、特撮技術者の間でマイナーの企画への関心が高まった。当時はコンピュータ技術効果が未成熟だったため、ミニチュアやストップモーション・アニメーション、着ぐるみなどを活用する予定になっていた。ストップモーション・アニメーションはデイヴィッド・W・アレンが手掛けることになった。彼はストップモーションのプロトタイプを作成し、スティーヴン・ツェルカスは可動式のストップモーション・アニメーション・フィギュアを作成した。リック・ベイカーはフルスケールのアニマトロニクスのゴジラ頭部の作成を手掛けたが、完成には至らなかった。

## 製作中止
マイナーは複数のスタジオに企画を持ち込み、「あらゆるスタジオに行き尽くした」とスタウトは語っている。マイナーは当初の構想では「費用がかかり過ぎる」と判断し、デッカーに予算を抑えめにしたバージョンの脚本執筆を依頼することを考えていた。デッカーは企画が頓挫した理由について、「スティーヴン・スピルバーグやシドニー・ポラック、あるいはジェームズ・キャメロンが"ゴジラを作りたい"と言えば、すぐにグリーンライトが出たでしょう。私が思うに彼（マイナー）は当時、それが可能なプレイヤーではなかったということです」と語っている。マイナーは大半のスタジオが企画に興味を抱いていることを確認し、ワーナー・ブラザースと契約を結ぶ寸前までこぎ着けた。しかし、製作費が2500万ドルから3000万ドルに膨れ上がったため、ワーナーから「製作費が高過ぎる」と判断されてしまう。ジョン・ピーターズとキース・バリッシュも企画に興味を抱いていたものの、最終的に製作費を確保することができず、マイナーは東宝に権利を返上した。マイナーは日本で新作ゴジラ映画の企画が進んでいたことが「大きな障害」になっていたと語っている。